# Zeilensummennorm

Illustration der Zeilensummennorm

Die Zeilensummennorm ist in der Mathematik die von der Maximumsnorm abgeleitete natürliche Matrixnorm. Die Zeilensummennorm einer Matrix entspricht der maximalen Betragssumme ihrer Zeilen. Sie ist submultiplikativ und mit der Maximumsnorm verträglich. Die Zeilensummennorm wird insbesondere in der linearen Algebra und der numerischen Mathematik verwendet.

## Definition
Die Zeilensummennorm {\displaystyle \|\cdot \|_{\infty }} einer Matrix {\displaystyle A\in {\mathbb {K} }^{m\times n}} mit {\displaystyle \mathbb {K} } als dem Körper der reellen oder komplexen Zahlen ist die von der Maximumsnorm abgeleitete natürliche Matrixnorm und damit definiert als
{\displaystyle \|A\|_{\infty }:=\max _{x\neq 0}{\frac {\|Ax\|_{\infty }}{\|x\|_{\infty }}}=\max _{\|x\|_{\infty }=1}\|Ax\|_{\infty }}.
Anschaulich entspricht die Zeilensummennorm dem größtmöglichen Streckungsfaktor, der durch die Anwendung der Matrix auf einen Vektor mit betragsmaximalen Eintrag Eins entsteht. Für die Zeilensummennorm gilt die namensgebende Darstellung
{\displaystyle \|A\|_{\infty }=\max _{\|x\|_{\infty }=1}\|Ax\|_{\infty }=\max _{\|x\|_{\infty }=1}\max _{i=1,\ldots ,m}\left|\sum _{j=1}^{n}a_{ij}x_{j}\right|=\max _{i=1,\ldots ,m}\max _{\|x\|_{\infty }=1}\left|\sum _{j=1}^{n}a_{ij}x_{j}\right|=\max _{i=1,\ldots ,m}{\sum _{j=1}^{n}|a_{ij}|}}.
Hierbei wurde genutzt, dass die Summe innerhalb der Betragsstriche für festes {\displaystyle i} genau dann maximal wird, wenn {\displaystyle x_{j}=\operatorname {sign} (a_{ij})} für alle {\displaystyle j=1,\ldots ,n} ist. Die Berechnung der Zeilensummennorm erfolgt also durch die Ermittlung der Betragssumme jeder Zeile und dann durch Auswahl des Maximums dieser Werte. Zur Unterscheidung von der verwandten Spaltensummennorm {\displaystyle \|\cdot \|_{1}} hilft folgende Merkregel: die {\displaystyle 1} steht senkrecht und steht für die Spalten, während die {\displaystyle \infty } waagrecht liegt und für die Zeilen steht.

## Beispiele
Reelle Matrix
Die Zeilensummennorm der reellen (2 × 3)-Matrix
{\displaystyle A={\begin{pmatrix}1&{-2}&{-3}\\2&3&{-1}\end{pmatrix}}}
berechnet sich als
{\displaystyle \|A\|_{\infty }=\max\{|1|+|{-2}|+|{-3}|,|2|+|3|+|{-1}|\}=\max\{6,6\}=6}.
Komplexe Matrix
Die Zeilensummennorm der komplexen (2 × 3)-Matrix
{\displaystyle A={\begin{pmatrix}1&-2i&3-i\\2i&3&-1-i\end{pmatrix}}}
berechnet sich als
{\displaystyle \|A\|_{\infty }=\max\{|1|+|-2i|+|3-i|,|2i|+|3|+|-1-i|\}=\max\{3+{\sqrt {10}},5+{\sqrt {2}}\}=5+{\sqrt {2}}}.

## Eigenschaften

### Normeigenschaften
Die Normaxiome Definitheit, absolute Homogenität und Subadditivität folgen für die Zeilensummennorm direkt aus den entsprechenden Eigenschaften von natürlichen Matrixnormen. Insbesondere ist die Zeilensummennorm damit auch submultiplikativ und mit der Maximumsnorm verträglich, das heißt, es gilt
{\displaystyle \|A\cdot x\|_{\infty }\leq \|A\|_{\infty }\cdot \|x\|_{\infty }}
für alle Matrizen {\displaystyle A\in {\mathbb {K} }^{m\times n}} und alle Vektoren {\displaystyle x\in {\mathbb {K} }^{n}} und die Zeilensummennorm ist die kleinste Norm mit dieser Eigenschaft.

### Adjungierte
Für eine adjungierte Matrix {\displaystyle A^{H}\in {\mathbb {K} }^{n\times m}} (im reellen Fall transponierte Matrix) gilt
{\displaystyle \|A^{H}\|_{\infty }=\max _{i=1,\ldots ,m}{\sum _{j=1}^{n}|{\bar {a}}_{ji}|}=\max _{j=1,\ldots ,m}{\sum _{i=1}^{n}|a_{ij}|}=\|A\|_{1}},
wobei {\displaystyle {\bar {a}}} die konjugiert komplexe Zahl zu {\displaystyle a} mit dem gleichen Betrag ist. Die Zeilensummennorm einer adjungierten oder transponierten Matrix entspricht also der Spaltensummennorm der Ausgangsmatrix. Die Spektralnorm einer Matrix kann dadurch als geometrisches Mittel aus Zeilen- und Spaltensummennorm nach oben abgeschätzt werden.